# Corythaixoides
Corythaixoides là một chi chim trong họ Musophagidae.

## Hình ảnh

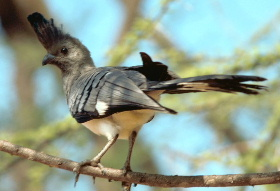
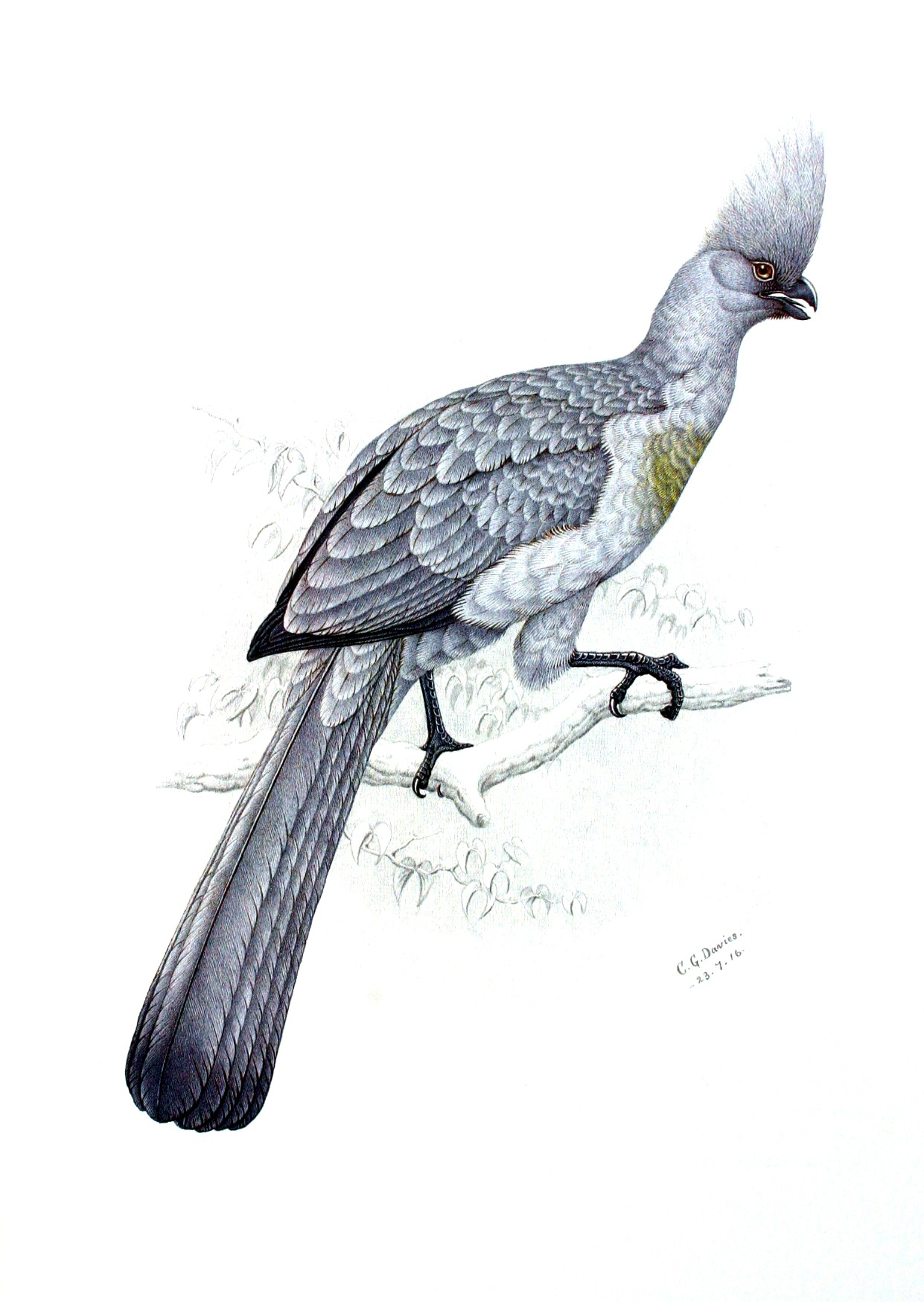